# Paràmetre de forma
En teoria de la probabilitat i estadística, un paràmetre de forma és un tipus de paràmetre d'una família de distribucions de probabilitat.

## Definició
Un paràmetre de forma és qualsevol paràmetre d'una família de distribucions de probabilitat que no és un paràmetre de localització ni d'escala (o una funció d'ells). Aquest paràmetre hauria d'afectar la forma de la distribució més enllà de moure-la o escalar-la.

## Exemples
La següent és una llista incompleta de famílies de distribucions contínues de probabilitat que tenen paràmetres de forma:
- Distribució beta
- Distribució d'Erlang
- Distribució Gamma
- Distribució de Pareto
- Distribució de Weibull

Les següents funcions de distribució contínues no tenen paràmetre de forma, és a dir, aquesta queda fixada per la seva localització i escala. Per tant, la seva asimetria i curtosi són constants, atès que aquests paràmetres no depenen de la localització i l'escala sinó de la forma.
- Distribució exponencial
- Distribució de Cauchy
- Distribució logística
- Distribució normal
- Distribució uniforme contínua